# Nederland op het Eurovisiesongfestival 2016

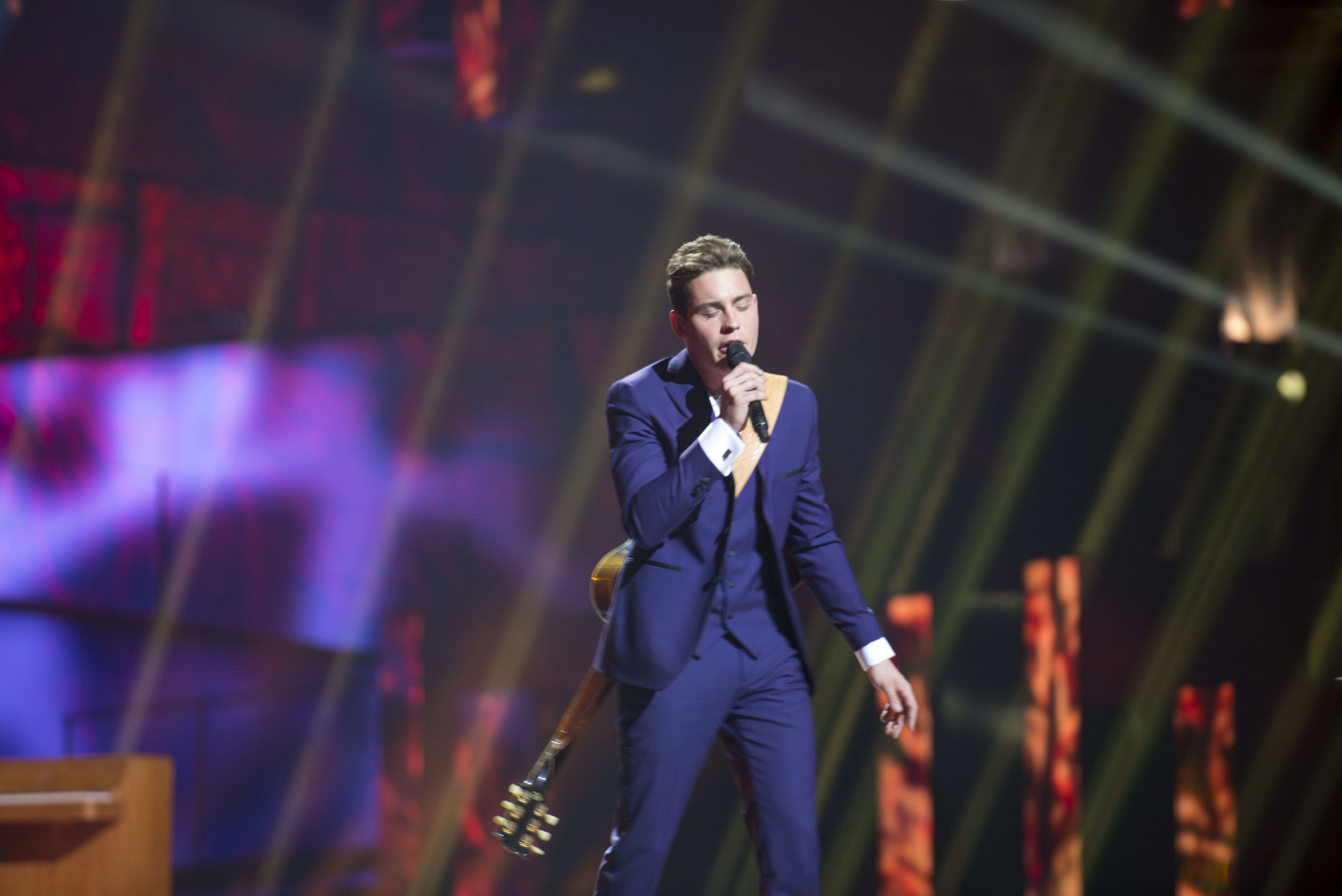
Douwe Bob tijdens het Eurovisiesongfestival 2016

Nederland bereikte op het Eurovisiesongfestival 2016 in Stockholm een elfde plaats. Het werd de 57ste deelname van het land op het Eurovisiesongfestival. AVROTROS was verantwoordelijk voor de Nederlandse bijdrage.

## Selectieprocedure
Net als in 2013, 2014 en 2015 werd wederom voor een interne selectie gekozen. Op 22 september werd duidelijk dat Douwe Bob de Nederlandse inzending voor 2016 was geworden. De selectiecommissie bestond dit jaar uit Cornald Maas, Jan Smit en AVROTROS-mediadirecteur Remco van Leen.
Douwe Bob gaf aan dat het succes van Anouk en The Common Linnets hem had gestimuleerd zich kandidaat te stellen. De keuze voor hem zou samen hangen met het door hem gekozen nummer. De organisatie gaf in aanloop naar het festival te kennen lering te willen trekken uit de deelname van Trijntje Oosterhuis in 2015, die kort voor haar optreden nog haar kledij en performance aanpaste.
Douwe Bob was de achtste mannelijke kandidaat die als solozanger namens Nederland naar het Eurovisiesongfestival ging. De laatste keer was tijdens het Eurovisiesongfestival 1992 toen Humphrey Campbell het nummer Wijs me de weg naar de negende plaats zong.
Tijdens een persconferentie op 4 maart 2016 in Amsterdam presenteerde Douwe Bob zijn nummer Slow down aan de verzamelde pers. De single, een protestsong tegen burn-outs, werd door de zanger geschreven in samenwerking met zijn bandleden Matthijs van Duijvenbode, Jeroen Overman en JP Hoekstra. De videoclip werd geregisseerd door Hans Pannecoucke, die net als in 2014 en 2015 ook de regie op zich nam van het optreden tijdens het Eurovisiesongfestival.

## In Stockholm
Nederland trad in Stockholm in de eerste halve finale op 10 mei 2016 aan. Douwe Bob trad als zesde van achttien acts op. De zanger laste tijdens de halve finale voor het eerst in zijn lied een stilte in van tien seconden. Nederland wist zich te plaatsen voor de finale op zaterdag 14 mei. 
In de finale trad Nederland op als derde van de 26 acts, na Gabriela Gunčíková uit Tsjechië en voor Səmra Rəhimli uit Azerbeidzjan. Douwe Bob behaalde de 11e plaats met 153 punten. De eerste plaats ging naar Oekraïne met 534 punten. 

#### Punten gegeven door Nederland
| 1e halve finale | 1e halve finale       | 1e halve finale |
| Score           | Televoting            | Jury            |
| --------------- | --------------------- | --------------- |
| 12 punten       | Armenië               | Kroatië         |
| 10 punten       | Oostenrijk            | Cyprus          |
| 8 punten        | Rusland               | Malta           |
| 7 punten        | Bosnië en Herzegovina | Azerbeidzjan    |
| 6 punten        | Hongarije             | Oostenrijk      |
| 5 punten        | Kroatië               | Armenië         |
| 4 punten        | San Marino            | Tsjechië        |
| 3 punten        | Cyprus                | Hongarije       |
| 2 punten        | Tsjechië              | Finland         |
| 1 punten        | Malta                 | Rusland         |

| Finale    | Finale     | Finale       |
| Score     | Televoting | Jury         |
| --------- | ---------- | ------------ |
| 12 punten | België     | Australië    |
| 10 punten | Polen      | Zweden       |
| 8 punten  | Armenië    | Oostenrijk   |
| 7 punten  | Oekraïne   | Israël       |
| 6 punten  | Oostenrijk | Italië       |
| 5 punten  | Australië  | Frankrijk    |
| 4 punten  | Frankrijk  | België       |
| 3 punten  | Rusland    | Oekraïne     |
| 2 punten  | Zweden     | Armenië      |
| 1 punten  | Bulgarije  | Azerbeidzjan |

1956 · 1957 · 1958 · 1959 · 1960 · 1961 · 1962 · 1963 · 1964 · 1965 · 1966 · 1967 · 1968 · 1969 · 1970 · 1971 · 1972 · 1973 · 1974 · 1975 · 1976 · 1977 · 1978 · 1979 · 1980 · 1981 · 1982 · 1983 · 1984 · 1985 · 1986 · 1987 · 1988 · 1989 · 1990 · 1991 · 1992 · 1993 · 1994 · 1995 · 1996 · 1997 · 1998 · 1999 · 2000 · 2001 · 2002 · 2003 · 2004 · 2005 · 2006 · 2007 · 2008 · 2009 · 2010 · 2011 · 2012 · 2013 · 2014 · 2015 · 2016 · 2017 · 2018 · 2019 · 2020 · 2021 · 2022 · 2023 · 2024 · 2025
Albanië · Armenië · Australië · Azerbeidzjan · België · Bosnië en Herzegovina · Bulgarije · Cyprus · Denemarken · Duitsland · Estland · Finland · Frankrijk · Georgië · Griekenland · Hongarije · Ierland · IJsland · Israël · Italië · Kroatië · Letland · Litouwen · Macedonië · Malta · Moldavië · Montenegro · Nederland · Noorwegen · Oekraïne · Oostenrijk · Polen · Rusland · San Marino · Servië · Slovenië · Spanje · Tsjechië · Verenigd Koninkrijk · Wit-Rusland · Zweden · Zwitserland